# New Xanagas
New Xanagas – wieś w Botswanie w dystrykcie Ghanzi. Według spisu ludności z 2011 roku wieś liczyła 777 mieszkańców.